# Josef Svoboda
Josef Svoboda (Čáslav, 10 maggio 1920 – Praga, 8 aprile 2002) è stato uno scenografo e regista teatrale ceco.

## Biografia
Nato a Čáslav, nella Boemia, il 10 maggio del 1920, frequentò il liceo e lavorò come falegname. Dopo la seconda guerra mondiale cominciò a studiare scenografia al conservatorio di Praga e architettura all'Istituto delle arti e delle industrie. I suoi primi lavori scenografici giunsero nel 1943, per il teatro sperimentale praghese Nuovo gruppo al museo Smetana, nello spettacolo La morte di Empedocle di Friedrich Hölderlin. Nel 1946 diventò direttore di produzione del Teatro 5 maggio di Praga, per cui nello stesso anno allestì La sposa venduta di Bedřich Smetana, regia di Václav Kaslík. Collaborò con lo studio del Teatro Nazionale, e nel 1948, come membro di questo teatro Svoboda diventò, prima scenografo e dal 1951 direttore di scena. Nel 1958, sempre a Praga, Josef Svoboda inventò, prima, le tecniche della Laterna magika, presentata all'esposizione di Bruxelles, e dopo quelle del Polyécran, che applicò poi in teatro. Nel 1973 fu nominato direttore artistico della Laterna magika (il teatro-laboratorio da lui fondato), fino al 1992.
Lo spettacolo Il circo incantatore (1977) fu rappresentato più di 2500 volte alla Laterna magika; la cui scenografia multimediale fu inserita nella struttura Teatro Nazionale di Praga. In occasione dell'Amleto, nel 1959, usò per primo il controluce; nell'illuminotecnica dello spettacolo è infatti presente un faro da lui realizzato e utilizzato prevalentemente come controluce, il proiettore Svoboda.
Con l'aiuto di Vaclav Kaslik, creò vari spettacoli d'opera. Negli anni sessanta Svoboda incontrò altri registi, come Miroslav Macháček e Otomar Krejča, con cui lavorò a rappresentazioni in scena sia nel Teatro Nazionale e nel teatro Za branou che in Europa, fu innovatore del teatro lirico e di prosa, attraverso l'impiego delle tecniche più avanzate di illuminazione, giochi di luce e controluce. In cooperazione con Evald Schorm negli anni ottanta, in scena alla Laterna magika, nacque poi una nuova epoca di vita del teatro unico.
Josef Svoboda è autore di oltre 700 scenografie. Con lui hanno collaborato molti importanti registi, tra cui Armand Delcampe, John Dexter, Claus Helmut Drese, August Everding, Götz Friedrich, Giorgio Strehler, Laurence Olivier, R. Petit, Jean-Claude Riber. Josef Svoboda morì a Praga nel 2002, all'età di 81 anni.

## Riconoscimenti

### Premi
- International Theatre Award, New York (1976)
- Nel 2013 è insignito del Leone d'Oro alla Carriera da La Biennale di Venezia.
- premio U.S. Institute for Theatre Technology, Stati uniti (1986)
- titolo The Royal Industry Designer, Londra (1989)
- Légion d´ Honneur, Francia (1993)

### Onorificenze
- Titolo di Artista nazionale, 1968